# Студенческие протесты в Чили (2006)

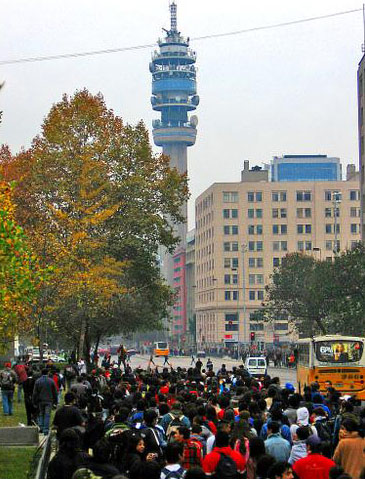
Митинг чилийских учащихся в 2006 году

Студенческие протесты в Чили в 2006 году, также Революция пингвинов (исп. Revolución pingüina) — серия акций протеста, организованных чилийскими школьниками в 2006 году с целью призвать правительство к проведению реформ в системе образования. Своё название движение получило благодаря цвету традиционной школьной формы учащихся, который напоминал окрас пингвинов.
Протестные выступления начались в конце апреля и закончились в начале июля 2006 года. 30 мая по всей стране на демонстрации вышли около 790 000 школьников. Акции протеста такого масштаба стали самыми массовыми за последние три десятилетия, а также первым политическим испытанием для администрации новоизбранного президента Мишель Бачелет.

## Исторический контекст
Протестные акции проходили на фоне двух значимых событий: первое в истории Чили избрание женщины (Мишель Бачелет) на пост президента и смерть бывшего диктатора страны Аугусто Пиночета.
Мишель Бачелет как сторонница социалистических взглядов обещала при избрании на пост главы государства провести «дальнейшие преобразования в стране» и достичь всеобщего социального единства.
Бачелет росла в семье, которая пострадала от преследований пиночетовской хунты. Её приемный отец, будучи заключённым за свои социалистические взгляды, не смог выдержать пыток и умер. Мишель вместе с матерью также подвергались пыткам, но в дальнейшем им удалось покинуть страну.
Избрание Мишель Бачелет на пост президента дало надежду многим тысячам людей, в том числе школьникам и студентам, ожидающих социальных реформ.
Второе громкое событие — болезнь и смерть бывшего диктатора Аугусто Пиночета.
После ареста в Англии в 1998 году его популярность и влияние в один момент потеряли свою силу. Однако в 2000 году он вернулся в Чили, но даже на родине былая слава не была восстановлена. Хотя до 2004 года благодаря многим привилегиям, связанным с защитой иммунитета, Пиночету удавалось избегать ответственности за совершенные преступления во время правления страной. Но все же в скором времени после его возвращения в Чили в суд было направлено огромное количество письменных обвинений против Пиночета. Спустя всего 2 года сила, престиж и здоровье бывшего диктатора сошли на нет, и 10 декабря 2006 года он умер.
В наследство от режима диктатора-генерала Аугусто Пиночета чилийскому народу досталась неолиберальная политика. Она была нацелена на приватизацию и либерализацию среднего и высшего образования. Именно эта политическая линия правительства вызывала общественное недовольство, которое в итоге вылилось в Революцию Пингвинов в 2006 году и, как продолжение, в Чилийскую Зиму в 2011 году.
В условиях неолиберальной идеологии образование играет ведущую роль. Однако в этом политическом контексте образование становится предметом частного пользования, нежели общественным благом. Неолиберальные институты образования формировались на базе деловых отношений, производства и меркантилизации всей сферы. Эта модель особенно чётко прослеживалась в университетах, где к тому времени уже выработалось отношение к студентам как к потребителям и к товару. Исходя из этой логики, студент являлся потребителем своих карьерных целей, для достижения которых ему необходимо было заплатить за обучение и многочисленные образовательные сертификаты.
Ко всему прочему, в Чили даже после отставки Пиночета продолжали действовать многие нормативные документы, которые устанавливали порядок государственной жизни.
Закон об образовании от 1990 года (LOCE), подписанный президентом Аугусто Пиночетом, не пользовался популярностью среди населения. Этот документ предусматривал, что деньги на развитие системы образования должны выделяться из муниципального бюджета. Однако со временем возник дисбаланс в финансировании, когда в бедных районах страны на одного школьника приходилось 73 доллара в месяц, а в богатых — 385 долларов.
Кроме того, начиная с 1980-х гг. плата за обучение в частных или государственных вузах продолжала производиться, в основном, самими студентами. Немаловажным фактом являлось и то, что стоимость обучения постоянно росла.
В результате таких государственных установок последние два десятилетия студенты периодически выступали с требованиями увеличения размера государственной поддержки, которую иногда получали. Однако эти демонстрации были непродолжительными. Ситуация изменилась в 2006 году, когда учащиеся старших классов государственных средних школ, требуя улучшения качества образования и его финансирования из федерального бюджета, объявили забастовку и забаррикадировались в десятках школ, тем самым прервав занятия для тысяч учащихся в нескольких крупных городах Чили.

## Выдвигаемые требования
Среди выдвигаемых требований школьников значились следующие:
- пересмотр основ школьной программы, сохранившейся ещё со времен правления военного диктатора Аугусто Пиночета.
- отмена оплаты вступительных экзаменов в высшие учебные заведения (PSU).

Любой, кто поступал в чилийский ВУЗ, обязан был заплатить около 40 долларов, и, по мнению протестующих, эта сумма была непосильной для выходцев из бедных семей.
- сокращение продолжительности учебного дня (JEC).

Школьники и их родители настаивали, что предложенные правительством восемь часов занятий — слишком много.
- введение бесплатного проезда на общественном транспорте и увеличение расходов на благоустройство школ[3].

## Хронология событий
Первые протесты состоялись 25 апреля 2006 года, когда на юге Чили в области Био-Био учащиеся лицея им. Карлоса Кузиньо де Лота (Liceo Carlos Cousiño de Lota) вместе с учениками из других школ вышли на демонстрацию. Тогда они требовали улучшения инфраструктуры в школах. На следующий день уже более 5 000 школьников заполонили центр Сантьяго, а именно улицы перед зданием Министерства Образования. Учащиеся школ и лицеев выступали против повышения платы за вступительные экзамены (PSU) и за социальный проезд для школьников в общественном транспорте, а также против введения лимита на использование билета — до 2 поездок в день. Кроме того, они требовали отмены 8-часового учебного дня (JEC) и упразднения Основного закона об образовании от 1990 года (LOCE).
Министр образования Чили Мартин Силик (Martín Zilic) согласился на переговоры со школьниками по поводу платы за вступительные экзамены и за проезд в общественном транспорте. Однако он заявил, что обсуждению не подлежит вопрос о количестве учебных часов.
Демонстрации 4 мая завершились арестом около 600 участников, после того как радикально настроенные школьники стали вести себя агрессивно по отношению к полиции. Основные акции протеста проводились в Сантьяго и лишь отчасти в других студенческих регионах. И всё же в начале мая акции протеста ещё не достигли общенационального масштаба.
8 мая представитель Координационного Совета учащихся старших классов (ACES), Мариа Хесус Сануэса, заявила об ультиматуме правительству. От него требовались введение бесплатного проезда в общественном транспорте для учащихся, бесплатных вступительных экзаменов в университеты и отмена 8-часового учебного дня. В противном случае Совет грозился общенациональной забастовкой 10 мая, которая начнётся в 9 утра в Сантьяго, а затем и на всех центральных площадях чилийских городов. Кроме того, в заявлении было указано, что акции протеста будут длиться до тех пор, пока правительство не выполнит все выдвигаемые требования школьников.
Протестующие ещё некоторое время находились в ожидании ежегодного обращения президента к народу, которое было назначено на 21 мая. Школьники надеялись услышать в речи Мишель Бачелет её ответную реакцию на проводимые демонстрации, которые до некоторых пор она могла игнорировать. Однако во время своего выступление Бачелет не выразила каких-либо суждений относительно проблем школьников, но осудила их акции протестов: «Я не приемлю вандализм или запугивание людей!» Такое резкое заявление президента удивило тех участников протестов, которые были уверены в поддержке со стороны Бачелет.
Сложившаяся ситуация, при которой президент гневно критикует протестное движение школьников, а правительство отказывается вступать в переговоры с протестующими, разделила и самих участников Революции. Одни выступали за продолжение проведения демонстраций и блокирование школ, другие же решили продолжить акции протеста, но приняв во внимание требования правительства о проведении более мирных выступлений.
Период между 21 и 31 мая был обозначен как временем неопределённости. Одни участники движения решили сделать выбор в пользу более мирных форм проведения акций, тогда как другие продолжили уличные протесты и забастовки. Тем временем Координационный Совет учащихся старших классов (ACES) назначил общенациональную забастовку на 30 мая, но с такими условиями для участников, как «мирный» характер действий во время демонстраций и отмена занятий в школах. Выступление школьников 30 мая стало самым масштабным со времен падения режима Пиночета. В тот день было зафиксировано около 600 000 участников протеста. Среди них были школьники из около 100 частных школ Сантьяго, студенты университетов, преподаватели, родители и члены различных профсоюзов. Демонстрации в основном проходили мирно, некоторые школьники принимали активное участие в уличных протестах, тогда как другие просто пропускали занятия. Однако ввиду проявления некоторыми протестующими насилия и вандализма около 300 человек было задержано в столице.
1 июня президент Мишель Бачелет снова обратилась к нации по радио и телевидению, заявив о принятии некоторых новых мер по урегулированию системы образования, которые удовлетворяли бы большинство требований школьников:
- структурная реорганизация Министерства Образования и создание отдельного регулятивного органа — Службы надзора в сфере образования.
- создание дополнительного президентского Совета по вопросам образования, главной обязанностью которого станет изучение возможностей и мер по совершенствованию качества образования.
- реформирование закона об образовании от 1990 г. (LOCE) и Конституции, которые будут не только закреплять свободу образования, но и право на качественное образование, а также искоренение какой-либо дискриминации по отношению к учащимся.
- увеличение количества бесплатных завтраков и обедов для учащихся — от полумиллиона в 2006 году до 770 000 в 2007.
- активные инвестиции на благоустройство 520 школ и замена мебели в 1 200 образовательных учреждениях.
- введение бесплатного проездного билета (Pase Escolar) для наиболее нуждающихся школьников. Билет будет действовать 7 дней в неделю 24 часа в сутки.
- право бесплатного поступления в университеты для 150 000 школьников, что равнозначно 80 % от общего числа поступающих абитуриентов в год.

Выдвинутые предложения президента разделили протестующих на два лагеря, тех, кто желал продолжать забастовки и тех кто был готов принять предложения президента и вступить в переговоры с правительством. Когда первые победили, то члены ACES умеренных взглядов приняли решение о выходе из протестного движения. Такое изменение внутри Совета привело к его радикализации. Оставшиеся участники движения все меньше были готовы идти на компромисс и корректировать свои требования, тогда как правительство также выражало неохоту вступать в переговоры со школьниками. Школьники продолжали протестные выступления до самого октября, однако они уже не пользовались той общенародной поддержкой, которая у них была в мае месяце.
Несмотря на уступки правительства, последовавшая встреча представителей Координационного Совета учащихся старших классов с министром образования для обсуждения выдвинутых предложений не увенчалась успехом. Вскоре школьники объявили о всеобщей забастовке, которая была назначена на понедельник, 5 июня.
В назначенный срок, около 7 часов утра в разных городах Чили на улицы вышли школьники, студенты, их родители и преподаватели. Акция проходила мирно, за исключением единичных случаев столкновения со стражами порядка.
5 июня по всей стране вновь были организованы акции протеста, к которым присоединились студенты вузов, преподаватели и родители.
7 июня президент сообщила о собрании совещательной группы в составе 73 человек, в том числе 6 представителей от школ, для обсуждения требований долгосрочных преобразований. После некоторого сомнения Совет учащихся старших классов принял приглашение и 9 июня приказал прекратить забастовки и блокирование школ.
На фоне происходящей революции в стране, 14 июля стало известно о реорганизации в правительстве Чили. Главной новостью стало добровольное заявление министра образования Мартина Силика (Martín Zilic) об отставке. Вскоре свои посты также покинули министр внутренних дел Андрес Зальдивар (Andrés Zaldívar) и министр экономики и развития Ингрид Антонихевич (Íngrid Antonijevic).
23 августа около 2000 школьников в Сантьяго и других городах снова вышли на демонстрации из-за недовольства, связанного со слишком медленным процессом реформирования.
Таким образом, протестная волна сохранялась ещё на протяжении двух месяцев, и в октябре почти полностью были приостановлены все забастовки.

## Инструменты организации протестов
Считается, что Революция Пингвинов является классическим примером смартмоба. Изначально для объединения сторонников протестного движения, а в дальнейшем для организации самих митингов и демонстраций школьники использовали блоги, онлайн-фотогалереи, новостные сайты и SMS. Но всё же, по признаниям самих участников движения, чаще всего информация распространялась через Facebook.
Для наглядности и привлечения большего внимания к выдвигаемым требованиям школьники и студенты, участвующие в движении, сами делали транспаранты, рисовали плакаты и иногда граффити. Так, целые школы, лицеи и вузы соревновались в создании лучшего лозунга и плаката.

## Мнения
Многие международные авторитетные издания выступили в поддержку чилийских школьников.

Революция Пингвинов была названа поворотным событием в истории становления демократии в Чили.
— The Washington Post

С помощью протестных выступлений, названных Революцией Пингвинов, чилийским школьникам удалось добиться того, чего не удавалось их народу на протяжении десятилетий, а именно заставить правительство принять политическое соглашение о проведении структурной реформы системы образования, впервые с 1980-х годов.
— Jorge Fabrega,  Americas Quarterly

Организаторы протестов совершенно юны, средний возраст участников около 16 лет, есть также те, кому только 11. Именно они организовывают форумы, ведут споры по поводу прав на бесплатное образование, тем самым постигают граждановедение на практике, пока их школы закрыты.— The Guardian